# Feitiço Carioca
Grêmio Recreativo Escola de Samba Feitiço Carioca (ou simplesmente Feitiço Carioca) é uma escola de samba da cidade do Rio de Janeiro, sediada em Vila Isabel. Seu nome é uma referência à música "Feitiço da Vila", de Noel Rosa, compositor que residiu no bairro de origem da agremiação. 
A escola era a única da capital carioca, em atividade, a possuir entre as suas cores oficiais o laranja. Porém, a partir de 2022, passou a ter como cores apenas o Azul celeste e o branco. Seu escudo, disposto ao centro de sua bandeira, é formado por um círculo com referência às calçadas em pedras portuguesas da cidade do Rio de Janeiro, herança lusitana, e uma clave de sol na cor amarela, referenciando a cultura e a musicalidade do povo carioca, especialmente o samba. Seu santo padroeiro é São Bartolomeu.
Não possui quadra de ensaios e seu ateliê e barracão de alegorias se situam no bairro do Santo Cristo.

## História
A escola foi fundada em 23 de fevereiro de 2016, com evento de lançamento oficial realizado em 15 de maio de 2016  (seu CNPJ tem como registro o dia 4 de abril de 2016).
Filiada à Associação Cultural Samba é Nosso para desfilar no Grupo E, em 2017, passando à Liga Independente das Escolas de Samba do Brasil (LIESB) quando esta se tornou a liga oficial do Carnaval da Intendente Magalhães. Sua disputa de samba-enredo para o Carnaval de 2017 ocorreu em novembro de 2016. Numa disputa entre cinco parcerias, a escola escolheu a composição de Dalton Cunha e parceiros. Em seu primeiro desfile, no sábado pós-Carnaval, dia 04 de março de 2017, apresentou um enredo em homenagem ao já falecido comunicador Abelardo Barbosa, o Chacrinha. Obteve o sétimo lugar dentre quinze escolas.

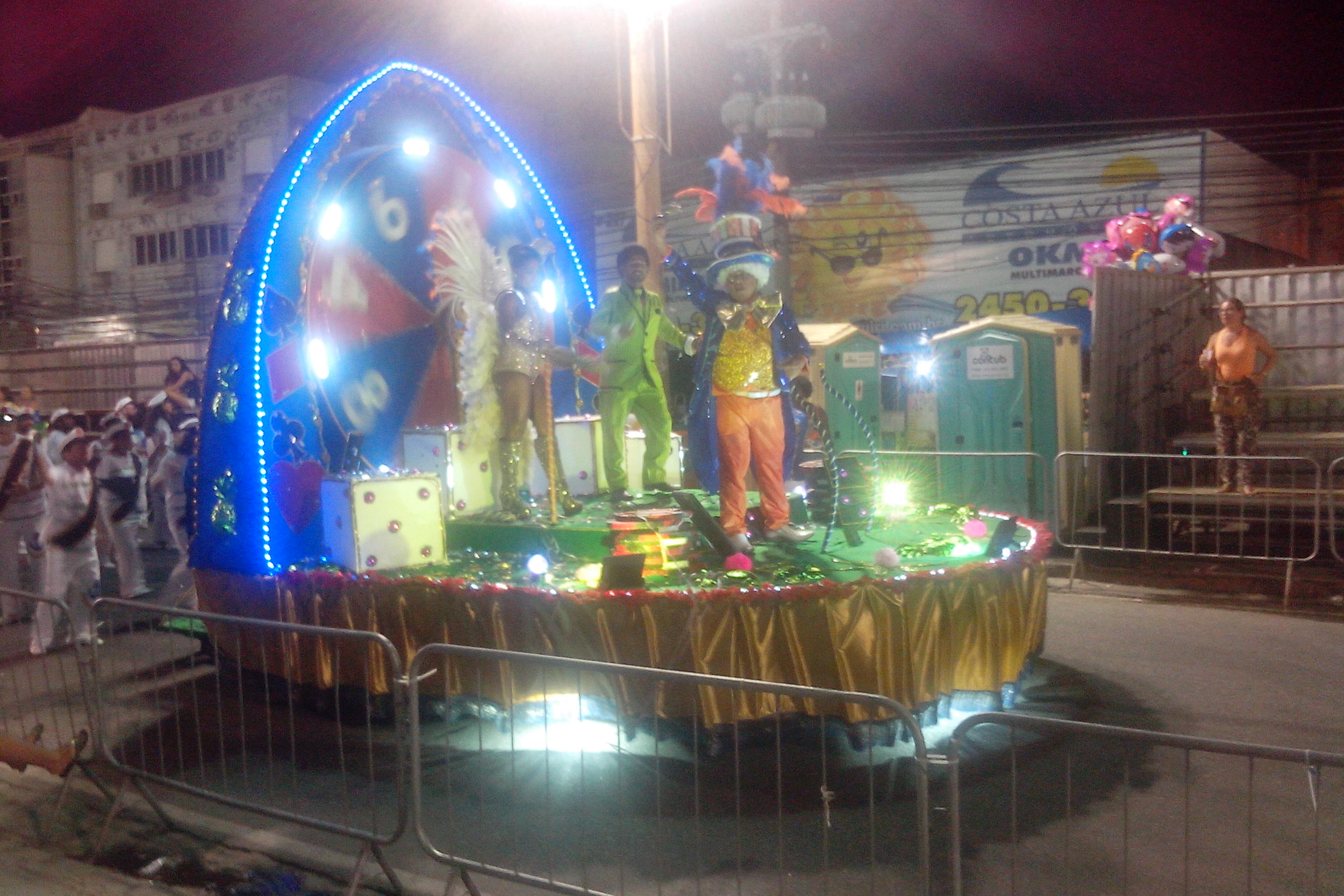
Carnaval 2017 - Alegoria: O Cassino do Chacrinha

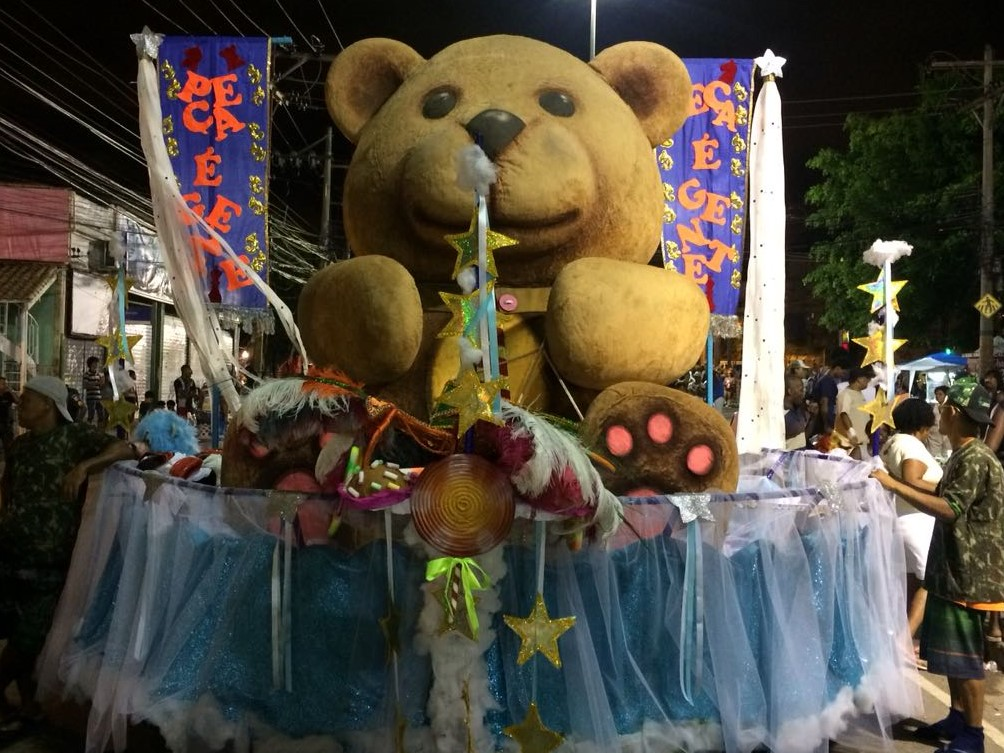
Carnaval 2018 - Alegoria 01: O Quarto da Criança

No carnaval de 2018, a agremiação escolheu o enredo "Peça é gente no tabuleiro da Intendente", abordando a temática relacionada aos jogos de tabuleiro e o imaginário infantil. Sua disputa de samba-enredo ocorreu em 1º de outubro de 2017, com a participação de seis sambas inscritos. A escola escolheu a composição de Paulinho Ferreira e parceiros. Com um desfile realizado em 17 de fevereiro de 2018, a escola terminou a disputa na 5ª colocação, numa noite em que desfilaram um total de quinze escolas.
Em relação ao Carnaval de 2019, a agremiação anunciou, em 28 de fevereiro de 2018, o enredo "Do sagrado ao profano, tem batuque na Pedra do Sal". A sinopse do enredo, escrita por Daniel Guimarães e Antonio Gonçalves, foi divulgada em 27 de março de 2018. O lançamento oficial do enredo aconteceu em 05 de maio de 2018, em coquetel realizado no Casarão do Samba, na Pedra do Sal. Sua disputa de samba-enredo ocorreu no dia 21 de outubro de 2018, com roda de samba na Pedra do Sal, tendo vencido a composição de Wagner de Barros e parceiros. O GRES Feitiço do Rio foi a primeira agremiação a desfilar no dia 09 de março de 2019, pela Série E do Carnaval Carioca, organizado e dirigido pela ACAS/RJ, terminando a disputa na 5ª colocação, tendo concorrido um total de quinze escolas.
Para o Carnaval 2020, a escola apresentou, oficialmente, o seu enredo e samba-enredo em evento realizado, em 30 de novembro de 2019, no MUHCAB - Museu da História e Cultura Afro-Brasileira. Intitulado "E agora? Quem poderá nos defender?", teve como fio condutor a mulher negra (mais precisamente, heroínas negras da história brasileira), que guiava o povo, os componentes do desfile, na luta por dias melhores. A proposta do desfile seria demonstrar que o povo, unido, é capaz de ser o seu próprio herói. A escola foi a segunda a desfilar no Grupo de Avaliação (antiga Série E), no carnaval 2020, no dia 29 de fevereiro. No término da apuração ficou em décimo lugar.
Para 2021, a escola apresentaria o circo como tema do desfile. Em maio de 2020, sentindo-se injustiçada pelo resultado da LIESB, anunciou sua desfiliação, com a subsequente filiação à LIVRES. Uma vez que o Carnaval de 2021 foi cancelado devido à pandemia de Covid, o tema foi mantido para 2022. Já próximo do Carnaval, a agremiação anunciou uma suposta "fusão" com a escola de samba novata Apoteose Carioca, que desfilaria pelo segundo grupo da LIVRES (na verdade, a quarta divisão alternativa do Carnaval). Na realidade, os integrantes da Apoteose foram agregados pela Feitiço, alterando-se o nome fantasia, sem abrir um novo CNPJ e sem uma fusão de verdade. Os presidentes de ambas as agremiações protestaram na concentração contra o corte de 50% das verbas. Na apuração, a Feitiço obteve a última colocação.

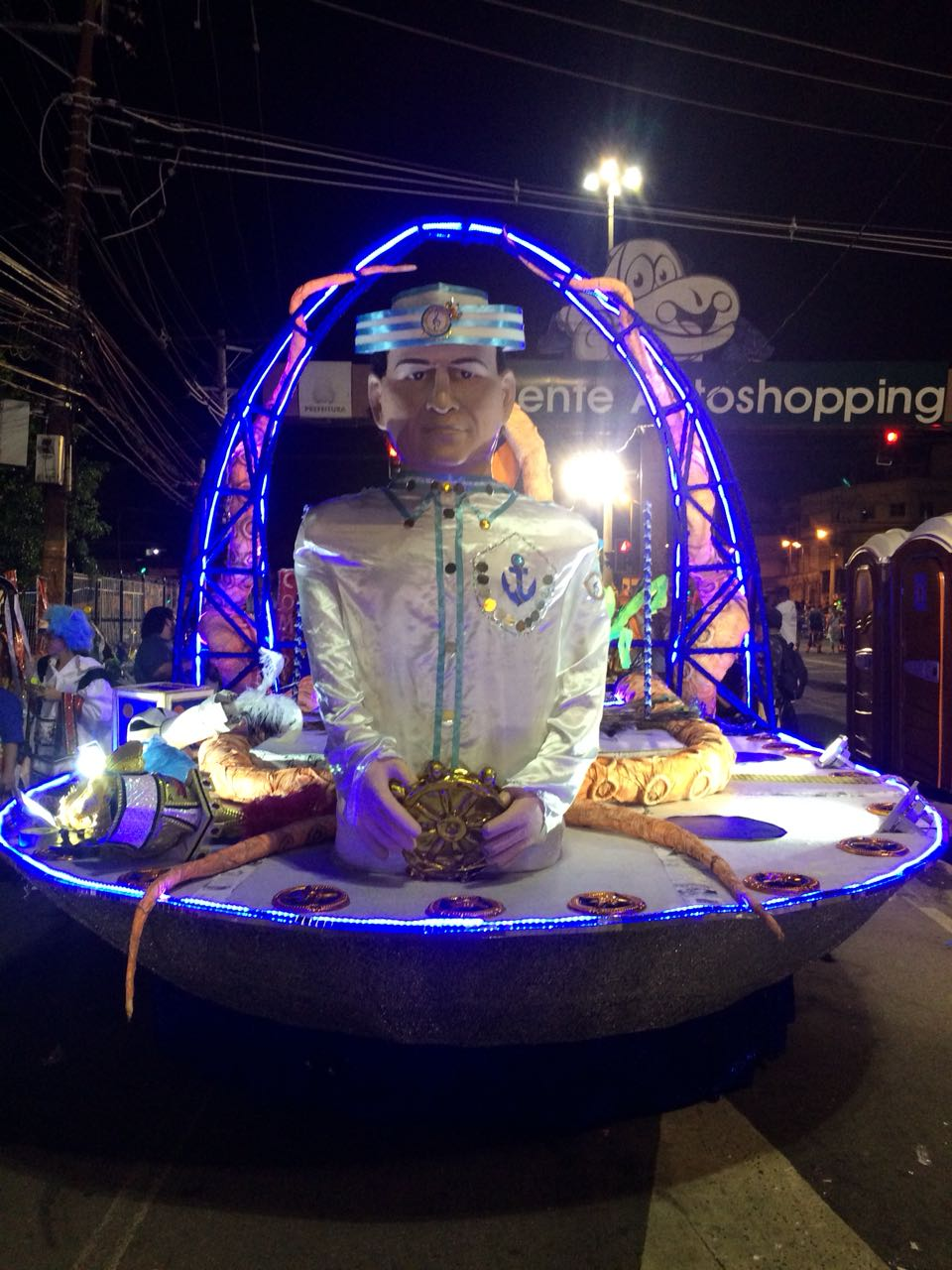
Carnaval 2018 - Alegoria 02: Batalha Naval

## Segmentos

### Presidentes
| Nome                    | Mandato                | Ref.  |
| ----------------------- | ---------------------- | ----- |
| Daniel Guimarães        | Fev/2016 a Maio/2016   |       |
| Jota Lourenço           | Maio/2016 a Abril/2017 | [ 6 ] |
| Carla Bulcão (Interina) | Abril/2017 a Maio/2017 |       |
| Antonio Gonçalves       | Maio/2017 - Atualidade | [ 3 ] |

### Diretores
| Ano       | Diretor de Carnaval | Diretor Geral de Harmonia | Mestre de Bateria  | Ref.   |
| --------- | ------------------- | ------------------------- | ------------------ | ------ |
| 2017-2018 | (não teve)          | Allan Guimarães           | Alfredo "Chininha" | [ 15 ] |
| 2019      | Gustavo Stefanoff   | Paulo Delphim             | Thaís Rodrigues    |        |
| 2020      | João Pedro Carvalho | Renatão e Mery Costa      | Thaís Rodrigues    | [ 3 ]  |

### Intérprete
| Período         | Intérprete oficial | Referência |
| --------------- | ------------------ | ---------- |
| 2017-atualidade | Betinho do Cavaco  | [ 15 ]     |

### Coreógrafos
| Período   | Nome                    | Ref.   |
| --------- | ----------------------- | ------ |
| 2017-2018 | Dudu Neves              | [ 15 ] |
| 2019      | JR Cardoso e Tom        |        |
| 2020      | Comissão de Coreografia | [ 3 ]  |

### Casal de Mestre-sala e Porta-bandeira
| Período         | Casal                             | Ref.   |
| --------------- | --------------------------------- | ------ |
| 2017-atualidade | Vinícius Jesus e Viviane Oliveira | [ 15 ] |

### 2º Casal de Mestre-sala e Porta-bandeira
| Período         | Casal                            | Ref.   |
| --------------- | -------------------------------- | ------ |
| 2018            | Vinícius Araújo e Manuela Brasil | [ 15 ] |
| 2019-atualidade | Leonan Santos e Clarinha         | [ 3 ]  |

### Rainhas de Bateria
| Período   | Rainha         | Ref.   |
| --------- | -------------- | ------ |
| 2017-2018 | Valeria Mari   | [ 15 ] |
| 2019      | Jéssica Guirgo | [ 16 ] |
| 2020      | Valéria Mari   | [ 3 ]  |

## Carnavais
| Ano | Colocação | Grupo | Enredo | Carnavalesco | Ref.               |
| --- | --- | --- | --- | --- | ------------------ |
| 2017 | 7.º Lugar | Série E (sexta divisão)                                                                                               | É um barato o feitiço do Chacrinha (Samba-enredo composto por Dalton Cunha, Guilherme Salgueiro, Matheus Viug e Walace Professor)                        | Thiago Santos, Daniel Guimarães e Renata Bulcão                                                                       | [ 15 ] [ 6 ] [ 7 ] |
| 2018 | 5.º Lugar | Série E (sexta divisão)                                                                                               | Peça é gente no tabuleiro da Intendente (Samba-enredo composto por Paulinho Ferreira, Henrique Costa, Fábio Fonseca, Fernando Professor e Thiago Acácio) | Daniel Guimarães, Elídio Júnior e Daniel Sobral Barros                                                                | [ 17 ]             |
| 2019 | 5.º Lugar | Série E (sexta divisão)                                                                                               | Do sagrado ao profano, tem batuque na Pedra do Sal (Samba-enredo composto por Wagner de Barros, Abobrão, Danilo Barros e Gabriel Tupã)                   | Antonio Gonçalves, Isaac Neves, Daniel Sobral Barros e Elídio Júnior                                                  | [ 18 ]             |
| 2020 | 10.º Lugar | Grupo de Avaliação (quinta divisão)                                                                                   | E agora? Quem poderá nos defender? (Compositores: Amaury Cardoso, Betinho do Cavaco, Édson Popular, Jorge Alckmista e Marquinhos do Armazém)             | Isaac Neves, Antonio Gonçalves e Daniel Sobral Barros                                                                 | [ 3 ]              |
| Inicialmente adiados para o mês de julho, os desfiles do Carnaval 2021 foram cancelados devido a pandemia de Covid-19 | Inicialmente adiados para o mês de julho, os desfiles do Carnaval 2021 foram cancelados devido a pandemia de Covid-19 | Inicialmente adiados para o mês de julho, os desfiles do Carnaval 2021 foram cancelados devido a pandemia de Covid-19 | Inicialmente adiados para o mês de julho, os desfiles do Carnaval 2021 foram cancelados devido a pandemia de Covid-19                                    | Inicialmente adiados para o mês de julho, os desfiles do Carnaval 2021 foram cancelados devido a pandemia de Covid-19 | [ 19 ]             |
| 2022 | 10.º Lugar | LIVRES (Grupo B) | O Circo do Zé Povão: O Picadeiro Brasileiro! | Comissão de Carnaval                                                                                                  | [ 20 ] [ 21 ]      |
| 2023 | 3.º Lugar | Série Bronze (Segunda-feira) (quarta divisão)                                                                         | Xoroquê (Samba-enredo composto por Márcio André, Igor Federal, Vaguinho, Daniel Katar, Belo e Betinho do Cavaco)                                         | Marco Antonio Falleiros                                                                                               | [ 22 ]             |
| 2024 | 7.º Lugar | Série Prata (Terça-feira) (terceira divisão)                                                                          | Vai dizer que tá com medo do meu feitiço!? Compositores: Haru Oliveira, Clara Vidal, Arthur Gabriel, Juan Reis e Breno Medeiros                          | Jean Rodrigues | [ 23 ]             |
| 2025 | 9.º Lugar | Série Prata (terceira divisão)                                                                                        | Griot: Memórias da Carne | Jean Rodrigues | [ 24 ]             |
| 2026 | | Série Prata (terceira divisão)                                                                                        | Meu Malvado do Fundo do Coração | Jean Rodrigues | [ 25 ]             |

## Premiações
Prêmios recebidos pelo GRES Feitiço Carioca.
| Ano  | Prêmio          | Categoria / premiados                                                        | Divisão | Ref.   |
| ---- | --------------- | ---------------------------------------------------------------------------- | ------- | ------ |
| 2017 | Samba na Veia   | Prêmio Especial de Melhor Diretoria                                          | Série E |        |
| 2017 | Samba na Veia   | Prêmio Especial "Diva do Samba" (Carla Bulcão - Vice-Presidente)             | Série E |        |
| 2018 | Estrela de Ouro | Melhor Escola                                                                | Série E |        |
| 2018 | Estrela de Ouro | Prêmio Especial - Destaque da Série E - Antonio Gonçalves (Presidente)       | Série E |        |
| 2018 | Samba na Veia   | Melhor Bateria                                                               | Série E | [ 26 ] |
| 2018 | Samba na Veia   | Melhor Harmonia                                                              | Série E | [ 26 ] |
| 2018 | Samba na Veia   | Melhor Enredo                                                                | Série E | [ 26 ] |
| 2018 | Samba na Veia   | Melhor Ala de Passistas                                                      | Série E | [ 26 ] |
| 2018 | Samba na Veia   | Melhor Intérprete (Betinho do Cavaco)                                        | Série E | [ 26 ] |
| 2018 | Samba na Veia   | Prêmio Especial Destaque da Ala de Passistas (Eloísa)                        | Série E | [ 26 ] |
| 2019 | Estrela de Ouro | Prêmio Especial - Revelação da Série E - Thaís Rodrigues (Mestra de Bateria) | Série E |        |
| 2019 | Samba na Veia   | Melhor Enredo                                                                | Série E |        |
| 2019 | Samba na Veia   | Revelação do Grupo E - Thaís Rodrigues (Mestra de Bateria)                   | Série E |        |